# 单竹 (广州市)
单竹是位于中国广东省广州市从化区江埔街道的一个自然村。属锦三村管辖。清代后期建村。因村位于种有单竹的山边得名单竹坳，后改名为单竹。2015年时，户籍人口451人。